# 하인츠 라인케
하인츠 라인케(독일어: Heinz Reincke, 1925년 5월 28일~2011년 7월 13일)는 독일의 배우, 성우이다.

## 작품 목록

### 영화
- 알래스카의 황금 (1973년)
- 광란의 질주 (1972년)
- 레마겐의 철교 (1969년)
- 설리반 작전 (1968년)
- 지상 최대의 작전 (1962년)
- 펠릭스 크룰의 고백 (1957년)